# Goran Djuričin
Goran Djuričin (Vienna, 16 ottobre 1974) è un allenatore di calcio ed ex calciatore austriaco, di ruolo centrocampista.

## Biografia
È il padre di Marco Djuričin, a sua volta calciatore professionista.

## Palmarès

### Club

#### Competizioni nazionali
- Erste Liga: 1

Vorwärts Steyr: 1997-1998

#### Competizioni internazionali
- Coppa Piano Karl Rappan: 1

Austria Vienna: 1994